# Villacorza
Villacorza es un localidad española, pedanía del municipio guadalajareño de Sigüenza, en la comunidad autónoma de Castilla-La Mancha. Tiene una población fija de 6 habitantes según el censo del INE de 2011.

## Historia
En esta pedanía se han encontrado restos de la Edad del Bronce. A mediados del siglo XIX, el lugar contaba con una población censada de 94 habitantes. La localidad aparece descrita en el decimosexto volumen del Diccionario geográfico-estadístico-histórico de España y sus posesiones de Ultramar de Pascual Madoz de la siguiente manera:

VILLACORZA: l. con ayunt. en la prov. de Guadalajara (12 leg.), part. jud. y dióc. de Sigüenza (2 1/2), aud. terr. de Madrid (22), c. g. de Castilla la Nueva. sit. sobre un cerro, en medio de un valle, con buena ventilacion y clima frío, pero sano: tiene 42 casas; la consistorial que sirve de cárcel; escuela de instruccion primaria á cargo de un maestro; una igl. parr. (Sta. Maria Magdalena) servida por un cura y un sacristan: confína el térm. con los de Tobés, Querencio, Olmedillas, Val de Almendras y La Barbolla; dentro de él se encuentra una fuente de buenas aguas, y la ermita de Ntra. Sra. de los Olmos: el terreno, bañado por un arr. que baja de Val de Almendras, es de buena calidad; comprende 2 montes, uno robledar y otro encinar y robledar: caminos los locales, de herradura, y en mediano estado: el correo se recibe y despacha en Sigüenza. prod.: cereales, legumbres, patatas, alguna hortaliza, leñas de combustible, y buenos pastos con los que se mantiene ganado lanar, vacuno y mular; hay caza de perdices, conejos y liebres. ind.: la agrícola. comercio: esportacion del sobrante de frutos, ganado y lana, é importacion de los art. que faltan. pobl.: 27 vec., 94 alm. cap. prod.: 768,000 rs. imp.: 38,400. contr.: 2,336.
(Madoz, 1850, p. 112)

## Demografía
| Gráfica de evolución demográfica de Villacorza entre 1842 y 1950 |
| |
| Población de derecho según los censos de población del INE Población de hecho según los censos de población del INEEntre el censo de 1857 y el anterior, crece el término del municipio porque incorpora a Tobes Entre el censo de 1960 y el anterior, este municipio desaparece porque se integra en el municipio Sigüenza |

## Patrimonio
La iglesia, dedicada a Santa María Magdalena, es de estilo barroco.